# Xenophysa xenogramma
Xenophysa xenogramma là một loài bướm đêm trong họ Noctuidae.